# Brunei Investment Agency
L'Agence d'investissement du Brunei ou en anglais Brunei Investment Agency (BIA) est une société appartenant à Brunei. Fondé en 1983, ses bureaux sont situés à Bandar Seri Begawan, au siège du ministère des Finances de Brunéi.

## Controverse
Le 3 avril 2019, l'État de Brunei a introduit de nouvelles peines en vertu d'une interprétation de la loi stricte de la charia, notamment en punissant les actes homosexuels publics prononcés par lapidation. La condamnation internationale et l’approbation de célébrités ont conduit à des appels au boycott de sociétés appartenant à l’Agence d’investissement du Brunei.